# Wolfgang Fernbach
Wolfgang Fernbach (* 1889; † 11. Januar 1919) war ein deutscher Sozialist und Teilnehmer der Novemberrevolution. Er wurde im Anschluss des Januaraufstands am 11. Januar 1919 ermordet.

## Leben
Wolfgang Fernbach stammte aus einer Berliner assimilierten deutsch-jüdischen Familie, seine Eltern betrieben eine Leihbücherei für ein Publikum aus der Mittelschicht. Wolfgang Fernbach engagierte sich 1907 in der zionistischen Verbindung Hasmonaeon, wandte sich später jedoch dem Sozialismus zu. 1912 heiratete er seine Frau Alice, mit der er zwei Kinder hatte und eine Weile, als Korrespondent für eine Zeitung, in London lebte. Im Ersten Weltkrieg war Fernbach zunächst 1914 ausgemustert, dann jedoch im November 1915 eingezogen und dann wiederum neun Monate später auf Grund gesundheitlicher Probleme ausgemustert worden. Fernbach wurde Mitglied der Spartakusgruppe und arbeitete während des Ersten Weltkrieges gemeinsam mit Leo Jogiches an der Herausgabe der Spartakusbriefe. In der Novemberrevolution stieß er zur Redaktion der „Roten Fahne“, dem neu gegründeten Blatt der KPD.
Parteigründerin Rosa Luxemburg begrüßte ihn dort herzlich: „Auf Ihre Mitarbeit bei dem Blatte haben wir ohne weiteres gerechnet. Es wird viel zu arbeiten geben“ schrieb sie ihm am 18. November 1918.
Während des Januaraufstand war er einer der Parlamentäre aus dem besetzten Gebäude der Redaktion der sozialdemokratischen Zeitung „Vorwärts“ in Berlin, die am Morgen des 11. Januar 1919 mit den das Haus belagernden Regierungstruppen verhandeln wollten. Fernbach hatte während der Besetzung bei der Herstellung des „Roten Vorwärts“ geholfen, der von den Besetzern herausgegebenen Zeitung.
Die Regierungstruppen waren jedoch an einer friedlichen Übergabe nicht interessiert. Statt Verhandlungen wurden die insgesamt sieben Parlamentäre, darunter auch der Arbeiterdichter Werner Möller, von Regierungstruppen abgeführt und im Hof der Berliner Garde-Dragoner-Kaserne erschossen. Eine Gedenktafel im Eingangsbereich des Gebäudes am Mehringdamm, das heute als Finanzamt dient, erinnert unter anderem an Wolfgang Fernbach.